# Villa Il Quercione
Villa Il Quercione si trova in via dell'Olmeto, 15 a Settignano, vicino a Firenze. Un ingresso è anche su via Madonna delle Grazie 4. 

## Storia e descrizione
Conosciuta anche con il nome di Prugnano, la villa si erge su di un terrazzamento eretto a monte su via dell'Olmeto. La villa è appartata e isolata da un bosco ombroso e dalla quale si può godere un panorama mozzafiato.
Nel Trecento la villa era dei Bancozzi, i quali la rivendettero ai Falconi del Gonfalone di Scala nel 1457; dopodiché nel 1463 fu acquistata da Gualtierotto di Jacopo Riccialbani, il quale ne fece una dimora magnifica. Molto tempo dopo passò ai Guardi che la ridussero a casa colonica, fino al tardo Ottocento quando la villa passò ai Caulfied, i quali conferirono all'edificio tutte le caratteristiche di una dimora signorile. Nel Novecento cambiò di proprietà varie volte.
L'edificio è costituito di due piani, davanti a esso si stende un elegante giardino; presenta ancora oggi le caratteristiche tipiche di una dimora ottocentesca di campagna, col portale centrale incorniciato da un finto bugnato e con due strutture laterali a un solo piano le quali permettono di godere il panorama.